# Aldo Fiorini
Aldo Fiorini (Ancona, 4 marzo 1916 – Vizakulit, 16 novembre 1940) è stato un militare italiano.

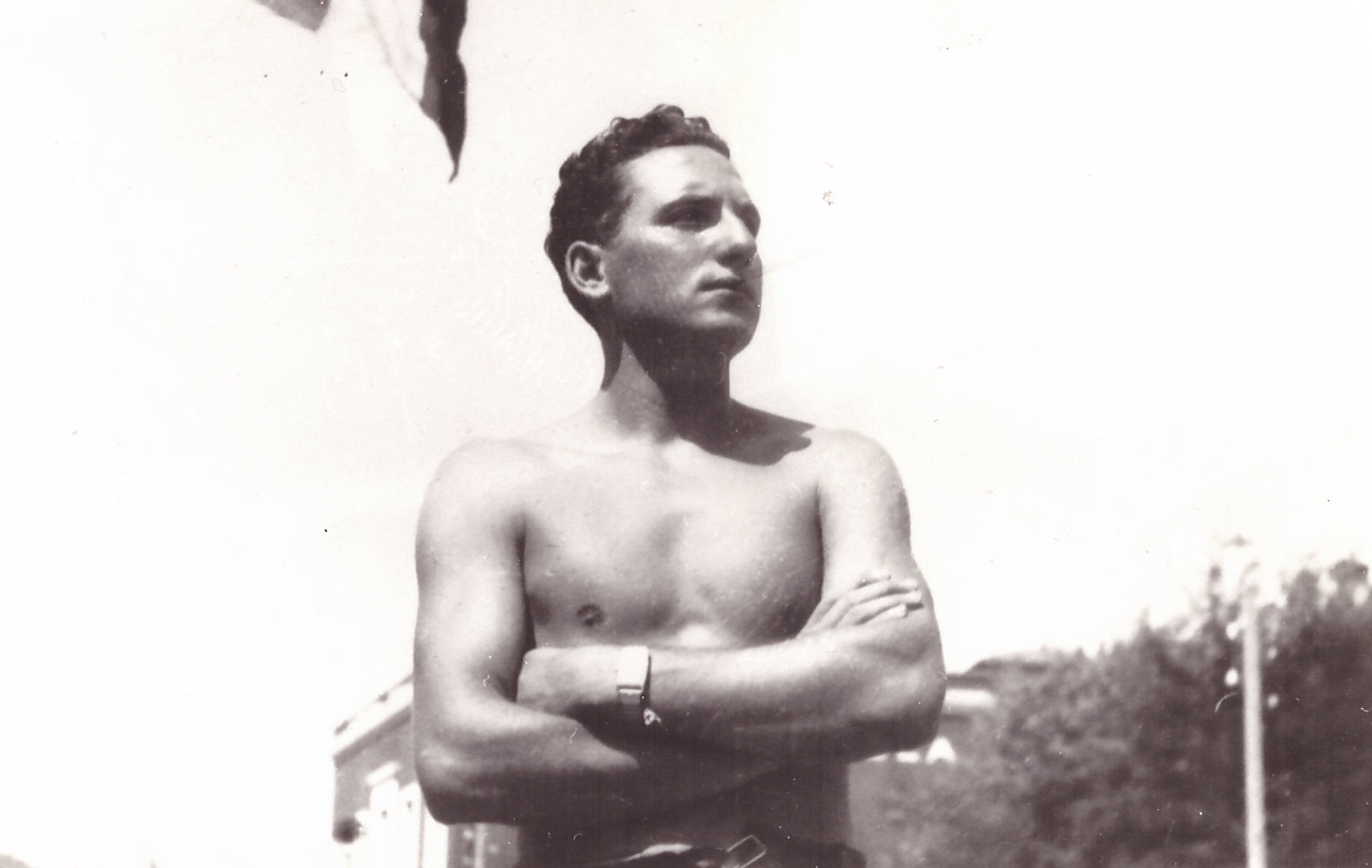
Aldo Fiorini nel periodo trascorso all'Accademia di Educazione Fisica della Farnesina

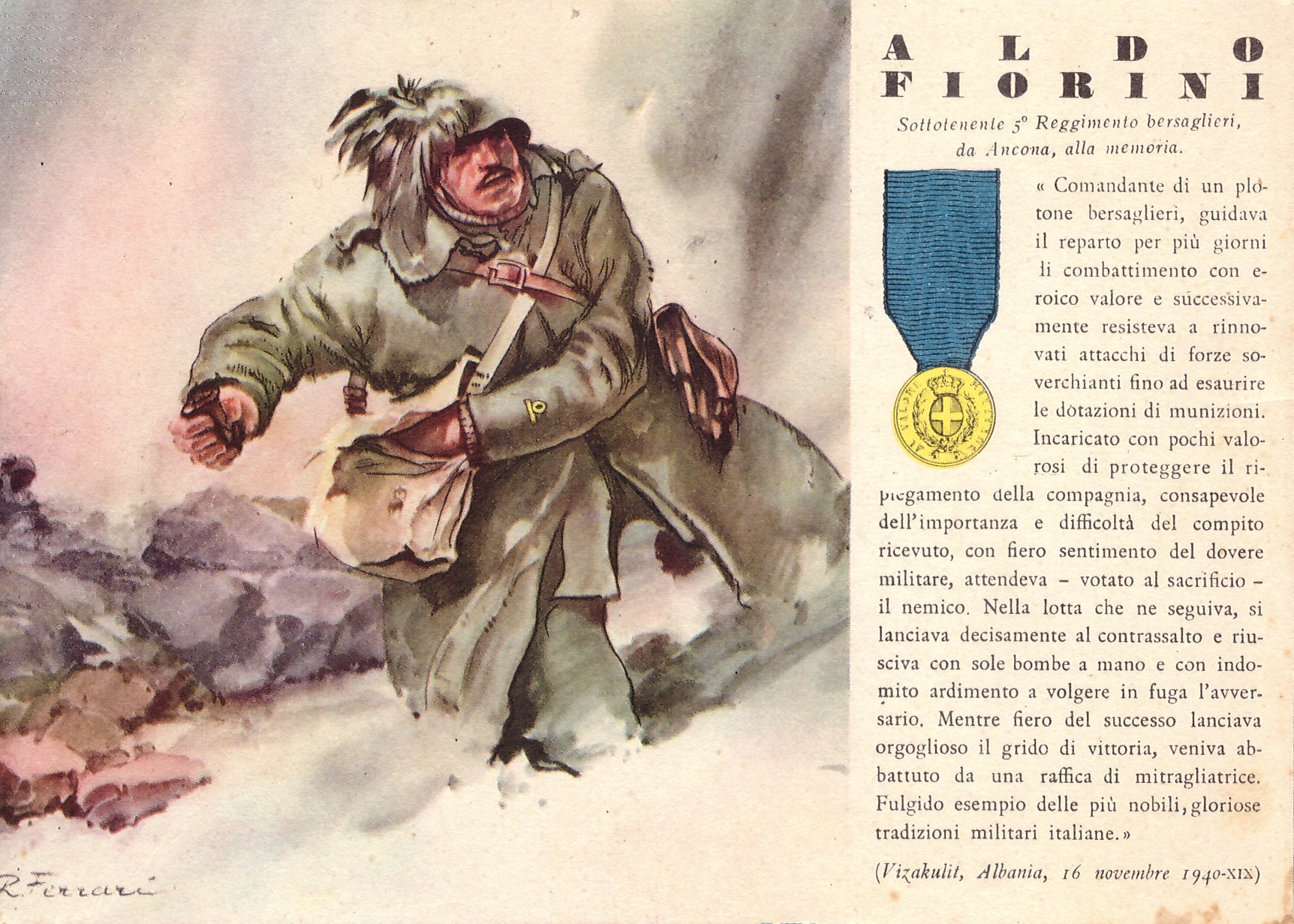
Cartolina postale n°83 della serie "Le Medaglie d'Oro di questa guerra"

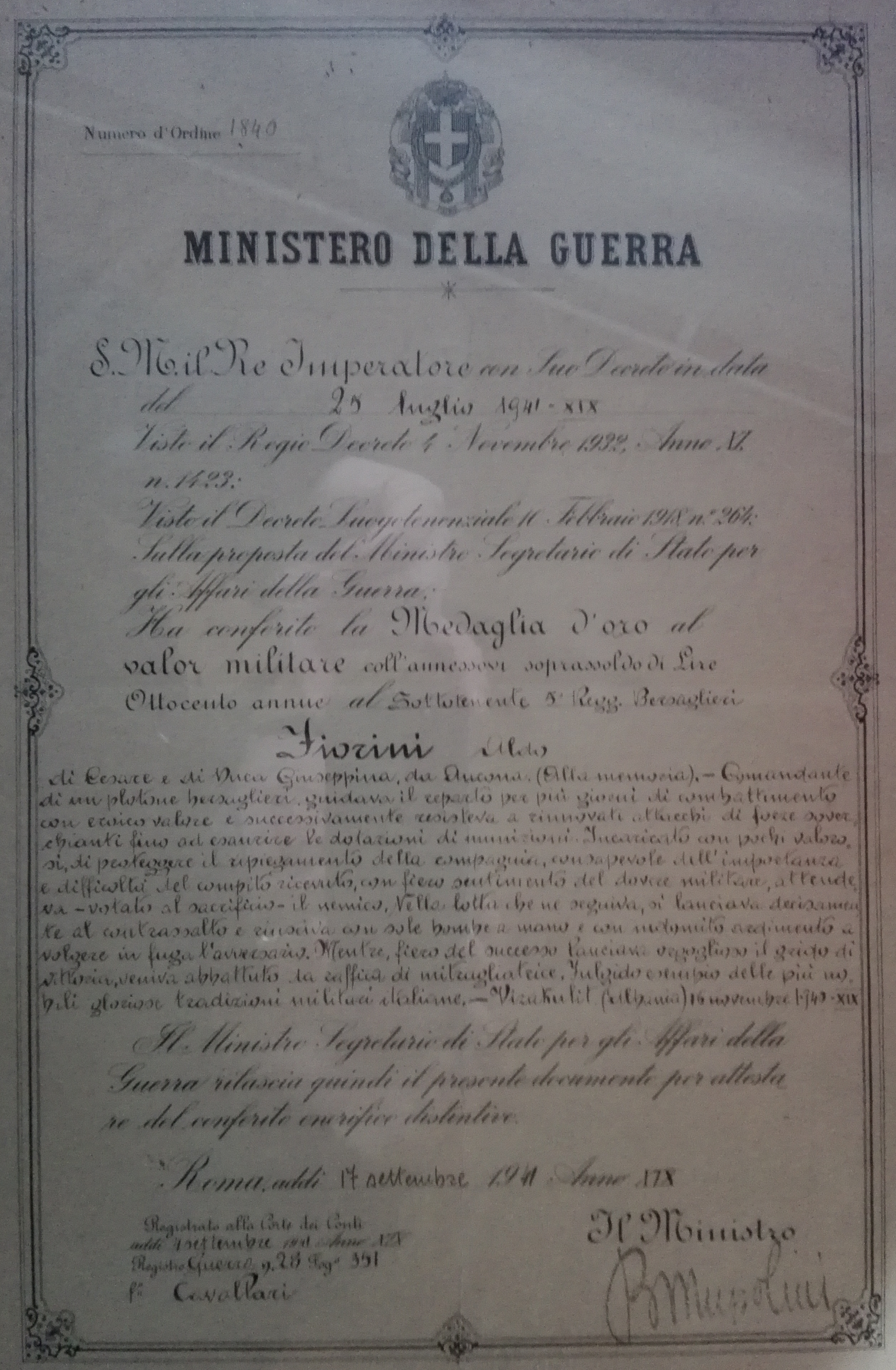
Attestato del Ministero della Guerra

Sottotenente nel 5º Reggimento Bersaglieri della Divisione Corazzata “Centauro”, ha combattuto sul fronte greco durante la seconda guerra mondiale. Decorato con la Medaglia d'Oro al Valor Militare alla memoria.

## Biografia
Fin da ragazzo aveva sviluppato la passione sportiva impegnandosi nelle competizioni attraverso la corsa e il valore agonistico.
Nell'ambiente calcistico fece parte della "Società Sportiva Enzo Andreanelli" per poi passare nella prima squadra di Ancona, la "Unione Sportiva Anconetana".
Dopo il diploma dell'Istituto Magistrale, si trasferì a Roma per conseguire il titolo di Professore di Educazione Fisica presso l'Accademia della Farnesina.
Rientrato ad Ancona, fece parte per alcuni anni del corpo docente dell'Istituto Tecnico Commerciale "Benvenuto Stracca" ubicato in Via Podesti (oggi trasferito in altra sede e denominato "Savoia-Benincasa").
Fu a seguito della Seconda Guerra Mondiale che, richiamato alle armi, fu promosso Sottotenente nel 5º Reggimento Bersaglieri della Divisione Corazzata "Centauro".
Il 28 ottobre del 1940, con il suo Reggimento, si imbarcò a Brindisi per partecipare alle operazioni belliche sul fronte greco-albanese.
Nonostante i bollettini di guerra minimizzassero, per ragioni politiche, le enormi difficoltà dovute alle asperità del terreno e alla carenza dei mezzi, i combattimenti furono molto cruenti e i bersaglieri furono costretti a difendersi strenuamente per resistere alle offensive delle truppe greche che si prefiggevano di raggiungere la città di Valona.
Fu una tremenda carneficina, con un continuo succedersi di assalti e contrassalti che diedero luogo a numerosi episodi di eroismo individuale e collettivo.
Nel mese di novembre, il 5º Reggimento Bersaglieri, decimato numericamente, fu costretto a retrocedere rischiando di essere accerchiato e sovrastato dal nemico.
A seguito di questi drammatici avvenimenti, Aldo Fiorini si offrì volontario, con il suo plotone, per proteggere la ritirata dei commilitoni e resistere fino alla estreme conseguenze.
La sera del 16 novembre, terminate le munizioni, Aldo Fiorini decise di salvare la vita ai suoi soldati facendoli ripiegare nelle retrovie e di affrontare da solo l'avanzata del nemico.
Uscì al contrattacco con l'utilizzo delle residue bombe a mano riuscendo a mettere in fuga il nemico, ma venne troncato da una raffica di mitragliatrice.
Il sacrificio venne riconosciuto dal Ministero della Guerra che provvide, in data 17 settembre 1941, a conferirgli alla memoria la Medaglia d'Oro al Valor Militare. Anche il Direttorio Divisioni Superiori della FIGC volle onorare la sua memoria, dedicandogli nel 1943 la Coppa Aldo Fiorini, competizione calcistica tra squadre iscritte alla Serie C che fu vinta dal Casale.
Con l'inaugurazione del nuovo anno scolastico, il 16 novembre 1953 venne collocato nel cortile dell'Istituto "Stracca", a memoria del suo docente, un basamento in marmo sormontato da una erma bronzea raffigurante Aldo Fiorini.
Dopo ventidue anni dal suo sacrificio, il 17 marzo 1962 i resti di Aldo Fiorini furono riportati ad Ancona.
In memoria di Aldo Fiorini hanno intitolato una via nella città di Ancona, una Scuola Primaria nel comune di Barbara,                                                                                                                                                                                                                 la sezione anconetana dell'Associazione Nazionale Bersaglieri e il Collegio della G.I.L. di Lecce per orfani di guerra (oggi edificio "Fiorini", sede del Dipartimento di Matematica e Fisica "Ennio De Giorgi" dell'Università del Salento).